# Vester Bagterp
Vester Bagterp er en lille bydel i Hjørring. Det er den del af Bagterp, der ligger vest for jernbanen.
I Vester Bagterp findes Halvorsminde Ungdomsskole, en frisør samt nogle håndværksvirksomheder.
Efter år 2000 er der sket en vis udbygning af området ved udstykning af et par parcelhusveje.

## Ekstern kilde/henvisning
- Halvorsminde Ungdomsskole

- Bagterp Vvs

- Tømrerfirmaet Jesper Pedersen

- Trolden & Feen Arkiveret 16. august 2019 hos  Wayback Machine

- Salon Bit